# Capitano di ventura (film)
Capitano di ventura (Trenck, der Pandur) è un film del 1940 diretto da Herbert Selpin.
Il personaggio del barone Franz Freiherr von der Trenck era già stato portato sullo schermo nel 1932 da Hans Stüwe, che lo aveva interpretato ne Il prigioniero di Magdeburg, un film di Ernst Neubach e Heinz Paul.

## Trama
Vienna, metà del Settecento. Dopo otto anni di servizio militare in diversi stati tra cui la Russia, Franz Freiherr von der Trenck torna in patria. Dietro richiesta del padre, Trenck forma un corpo militare di panduri con cui partecipa alla guerra di successione austriaca al servizio dell'imperatrice Maria Teresa combattendo contro la Francia. La sua missione lo porta di nuovo in Russia, dove Trenck si innamora di Natalie Alexandrowna. Ritornato a Vienna, Trenck flirta con la contessa St. Croix e poi anche con la contessa Deinartstein. La principessa è la promessa sposa del principe Solojew che sembra essere coinvolto in una storia di spionaggio con la contessa St. Croix.

## Produzione
Il film fu prodotto dalla Tobis-Filmkunst GmbH (Berlin) (Herstellungsgruppe Heinrich Jonen).

## Distribuzione
Distribuito dalla Tobis-Filmverleih, il film venne presentato in prima all'Apollo-Theater di Vienna il 23 agosto 1940. In Germania, ebbe il visto di censura B.59639 il 13 novembre 1943, vietato ai minori.